# Bộ Có vòi
Bài viết về một chi thực vật cũng có danh pháp khoa học như thế này, xem bài Proboscidea (chi).
Bộ Có vòi còn gọi là bộ Voi hay bộ Mũi dài (Proboscidea) là một bộ động vật có vú hiện nay chỉ còn một họ còn sinh tồn là Họ Voi (Elephantidae) với 3 loài: voi đồng cỏ châu Phi, voi rừng châu Phi và voi châu Á.
Trong thời kỳ của kỷ băng hà gần đây nhất đã từng có nhiều loài voi hơn, nhưng hiện nay đã tuyệt chủng, bao gồm một lượng lớn các loài voi ma mút và voi răng mấu. Ngược dòng thời gian, vào cuối kỷ Tân Cận, đã có nhiều loại khác nhau, bao gồm "voi có ngà dài" kỳ quái như Platybelodon và Amebelodon. Các loài có vòi được biết đến sớm nhất là Pilgrimella, và sau đó là Moeritherium.